# Lista jucătoarelor numărul 1 în clasamentul WTA (dublu)
Din anul 1984, WTA realizează clasamentul WTA (dublu), 30 tenismene s-au clasat pe locul 1.

## Numărul 1 WTA
| Țară                                                    | Nume                                         | Dată început       | Dată sfârșit       | Număr de săptămâni |
| ------------------------------------------------------- | -------------------------------------------- | ------------------ | ------------------ | ------------------ |
| Statele Unite ale Americii                              | Martina Navratilova (1)                      | 4 septembrie 1984  | 17 martie 1985     | 25                 |
| Statele Unite ale Americii                              | Pam Shriver (2)                              | 17 martie 1985     | 19 ianuarie 1986   | 44                 |
| Statele Unite ale Americii                              | Martina Navratilova                          | 20 ianuarie 1986   | 20 iulie 1986      | 26                 |
| Statele Unite ale Americii                              | Pam Shriver                                  | 21 iulie 1986      | 17 august 1986     | 4                  |
| Statele Unite ale Americii                              | Martina Navratilova                          | 18 august 1986     | 4 februarie 1990   | 181 (record)       |
| Cehoslovacia                                            | Helena Suková (3)                            | 5 februarie 1990   | 18 februarie 1990  | 2                  |
| Statele Unite ale Americii                              | Martina Navratilova                          | 19 februarie 1990  | 4 martie 1990      | 2                  |
| Cehoslovacia                                            | Helena Suková                                | 5 martie 1990      | 6 mai 1990         | 9                  |
| Statele Unite ale Americii                              | Martina Navratilova                          | 7 mai 1990         | 13 mai 1990        | 1                  |
| Cehoslovacia                                            | Helena Suková                                | 14 mai 1990        | 26 august 1990     | 15                 |
| Cehoslovacia                                            | Jana Novotná (4)                             | 27 august 1990     | 14 octombrie 1990  | 7                  |
| Cehoslovacia                                            | Helena Suková                                | 15 octombrie 1990  | 17 februarie 1991  | 18                 |
| Cehoslovacia                                            | Jana Novotná                                 | 18 februarie 1991  | 3 martie 1991      | 2                  |
| Statele Unite ale Americii                              | Gigi Fernández (5)                           | 4 martie 1991      | 10 martie 1991     | 1                  |
| Cehoslovacia                                            | Jana Novotná                                 | 11 martie 1991     | 31 martie 1991     | 3                  |
| Statele Unite ale Americii                              | Gigi Fernández                               | 1 aprilie 1991     | 7 aprilie 1991     | 1                  |
| Cehoslovacia                                            | Helena Suková                                | 8 aprilie 1991     | 9 iunie 1991       | 9                  |
| Statele Unite ale Americii                              | Gigi Fernández                               | 10 iunie 1991      | 8 septembrie 1991  | 13                 |
| Cehoslovacia                                            | Jana Novotná                                 | 9 septembrie 1991  | 6 octombrie 1991   | 4                  |
| Uniunea Republicilor Sovietice Socialiste               | Natasha Zvereva (6)                          | 7 octombrie 1991   | 13 octombrie 1991  | 1                  |
| Cehia                                                   | Jana Novotná                                 | 14 octombrie 1991  | 26 ianuarie 1992   | 15                 |
| Letonia                                                 | Larisa Neiland (7)                           | 27 ianuarie 1992   | 2 februarie 1992   | 1                  |
| Cehia                                                   | Jana Novotná                                 | 3 februarie 1992   | 16 februarie 1992  | 2                  |
| Letonia                                                 | Larisa Neiland                               | 17 februarie 1992  | 23 februarie 1992  | 1                  |
| Cehia                                                   | Jana Novotná                                 | 24 februarie 1992  | 22 martie 1992     | 4                  |
| Letonia                                                 | Larisa Neiland                               | 23 martie 1992     | 5 aprilie 1992     | 2                  |
| Cehia                                                   | Jana Novotná                                 | 6 aprilie 1992     | 14 iunie 1992      | 11                 |
| Belarus                                                 | Natasha Zvereva                              | 15 iunie 1992      | 21 iunie 1992      | 1                  |
| Cehia                                                   | Jana Novotná                                 | 22 iunie 1992      | 11 octombrie 1992  | 15                 |
| Belarus                                                 | Natasha Zvereva                              | 12 octombrie 1992  | 18 octombrie 1992  | 1                  |
| Spania                                                  | Arantxa Sánchez Vicario (8)                  | 19 octombrie 1992  | 15 noiembrie 1992  | 4                  |
| Belarus                                                 | Natasha Zvereva                              | 16 noiembrie 1992  | 22 noiembrie 1992  | 1                  |
| Cehia                                                   | Helena Suková                                | 23 noiembrie 1992  | 10 ianuarie 1993   | 7                  |
| Belarus                                                 | Natasha Zvereva                              | 11 noiembrie 1993  | 4 aprilie 1993     | 12                 |
| Statele Unite ale Americii                              | Gigi Fernández                               | 5 aprilie 1993     | 12 septembrie 1993 | 23                 |
| Cehia                                                   | Helena Suková                                | 13 septembrie 1993 | 31 octombrie 1993  | 7                  |
| Statele Unite ale Americii                              | Gigi Fernández                               | 1 noiembrie 1993   | 14 noiembrie 1993  | 2                  |
| Cehia                                                   | Helena Suková                                | 15 noiembrie 1993  | 21 noiembrie 1993  | 1                  |
| Statele Unite ale Americii                              | Gigi Fernández                               | 22 noiembrie 1993  | 14 august 1994     | 38                 |
| Belarus                                                 | Natasha Zvereva                              | 15 august 1994     | 12 februarie 1995  | 26                 |
| Spania                                                  | Arantxa Sánchez Vicario                      | 13 februarie 1995  | 26 februarie 1995  | 2                  |
| Belarus                                                 | Natasha Zvereva                              | 27 februarie 1995  | 5 martie 1995      | 1                  |
| Statele Unite ale Americii                              | Gigi Fernández                               | 6 martie 1995      | 12 martie 1995     | 1                  |
| Belarus                                                 | Natasha Zvereva                              | 13 martie 1995     | 26 martie 1995     | 2                  |
| Spania                                                  | Arantxa Sánchez Vicario                      | 27 martie 1995     | 5 noiembrie 1995   | 32                 |
| Statele Unite ale Americii                              | Gigi Fernández                               | 6 noiembrie 1995   | 12 noiembrie 1995  | 1                  |
| Spania                                                  | Arantxa Sánchez Vicario                      | 13 noiembrie 1995  | 6 aprilie 1997     | 73                 |
| Belarus                                                 | Natasha Zvereva                              | 6 aprilie 1997     | 19 octombrie 1997  | 29                 |
| Statele Unite ale Americii                              | Lindsay Davenport (9)                        | 20 octombrie 1997  | 2 noiembrie 1997   | 2                  |
| Belarus                                                 | Natasha Zvereva                              | 3 noiembrie 1997   | 25 ianuarie 1998   | 12                 |
| Statele Unite ale Americii                              | Lindsay Davenport                            | 26 ianuarie 1998   | 12 aprilie 1998    | 11                 |
| Belarus                                                 | Natasha Zvereva                              | 13 aprilie 1998    | 7 iunie 1998       | 8                  |
| Elveția                                                 | Martina Hingis (10)                          | 8 iunie 1998       | 2 august 1998      | 8                  |
| Cehia                                                   | Jana Novotná                                 | 3 august 1998      | 9 august 1998      | 1                  |
| Statele Unite ale Americii                              | Lindsay Davenport                            | 10 august 1998     | 16 august 1998     | 1                  |
| Elveția                                                 | Martina Hingis                               | 17 august 1998     | 25 octombrie 1998  | 10                 |
| Belarus                                                 | Natasha Zvereva                              | 26 octombrie 1998  | 1 noiembrie 1998   | 1                  |
| Elveția                                                 | Martina Hingis                               | 2 noiembrie 1998   | 22 noiembrie 1998  | 3                  |
| Belarus                                                 | Natasha Zvereva                              | 23 noiembrie 1998  | 16 mai 1999        | 25                 |
| Cehia                                                   | Jana Novotná                                 | 17 mai 1999        | 6 iunie 1999       | 3                  |
| Elveția                                                 | Martina Hingis                               | 7 iunie 1999       | 4 iulie 1999       | 4                  |
| Belarus                                                 | Natasha Zvereva                              | 5 iulie 1999       | 1 august 1999      | 4                  |
| Elveția                                                 | Martina Hingis                               | 2 august 1999      | 22 august 1999     | 3                  |
| Statele Unite ale Americii                              | Lindsay Davenport                            | 23 august 1999     | 21 noiembrie 1999  | 13                 |
| Rusia                                                   | Anna Kournikova (11)                         | 22 noiembrie 1999  | 30 ianuarie 2000   | 10                 |
| Elveția                                                 | Martina Hingis                               | 31 ianuarie 2000   | 19 martie 2000     | 7                  |
| Statele Unite ale Americii                              | Lindsay Davenport                            | 20 martie 2000     | 2 aprilie 2000     | 2                  |
| Statele Unite ale Americii                              | Corina Morariu (12)                          | 3 aprilie 2000     | 16 aprilie 2000    | 2                  |
| Statele Unite ale Americii                              | Lindsay Davenport                            | 17 aprilie 2000    | 7 mai 2000         | 3                  |
| Statele Unite ale Americii                              | Corina Morariu                               | 8 mai 2000         | 11 iunie 2000      | 5                  |
| Statele Unite ale Americii                              | Lisa Raymond (13)                            | 12 iunie 2000      | 20 august 2000     | 10                 |
| Statele Unite ale Americii · Australia                  | Lisa Raymond & Rennae Stubbs (14)            | 21 august 2000     | 10 septembrie 2000 | 3                  |
| Franța                                                  | Julie Halard-Decugis (15)                    | 11 septembrie 2000 | 22 octombrie 2000  | 6                  |
| Japonia                                                 | Ai Sugiyama (16)                             | 23 octombrie 2000  | 29 octombrie 2000  | 1                  |
| Franța                                                  | Julie Halard-Decugis                         | 30 octombrie 2000  | 24 decembrie 2000  | 8                  |
| Japonia                                                 | Ai Sugiyama                                  | 25 decembrie 2000  | 26 august 2001     | 35                 |
| Statele Unite ale Americii                              | Lisa Raymond                                 | 27 august 2001     | 8 septembrie 2002  | 54                 |
| Argentina                                               | Paola Suárez (17)                            | 9 septembrie 2002  | 3 august 2003      | 47                 |
| Belgia                                                  | Kim Clijsters (18)                           | 4 august 2003      | 10 august 2003     | 1                  |
| Japonia                                                 | Ai Sugiyama                                  | 11 august 2003     | 17 august 2003     | 1                  |
| Belgia                                                  | Kim Clijsters                                | 18 august 2003     | 7 septembrie 2003  | 3                  |
| Spania                                                  | Virginia Ruano Pascual (19)                  | 8 septembrie 2003  | 14 septembrie 2003 | 1                  |
| Japonia                                                 | Ai Sugiyama                                  | 15 septembrie 2003 | 9 noiembrie 2003   | 8                  |
| Argentina                                               | Paola Suárez                                 | 10 noiembrie 2003  | 25 iulie 2004      | 37                 |
| Spania                                                  | Virginia Ruano Pascual                       | 26 iulie 2004      | 1 august 2004      | 1                  |
| Spania · Argentina                                      | Virginia Ruano Pascual & Paola Suárez        | 2 august 2004      | 22 august 2004     | 3                  |
| Spania                                                  | Virginia Ruano Pascual                       | 23 august 2004     | 16 octombrie 2005  | 60                 |
| Zimbabwe                                                | Cara Black (20)                              | 17 octombrie 2005  | 5 februarie 2006   | 16                 |
| Australia                                               | Samantha Stosur (21)                         | 6 februarie 2006   | 6 iulie 2006       | 22                 |
| Statele Unite ale Americii · Australia                  | Lisa Raymond & Samantha Stosur               | 7 iulie 2006       | 8 aprilie 2007     | 39                 |
| Statele Unite ale Americii                              | Lisa Raymond                                 | 9 aprilie 2007     | 10 iunie 2007      | 9                  |
| Zimbabwe                                                | Cara Black                                   | 11 iunie 2007      | 24 iunie 2007      | 2                  |
| Statele Unite ale Americii                              | Lisa Raymond                                 | 25 iunie 2007      | 8 iulie 2007       | 2                  |
| Zimbabwe                                                | Cara Black                                   | 9 iulie 2007       | 11 noiembrie 2007  | 18                 |
| Zimbabwe · Statele Unite ale Americii                   | Cara Black & Liezel Huber (22)               | 12 noiembrie 2007  | 18 aprilie 2010    | 127                |
| Statele Unite ale Americii                              | Liezel Huber                                 | 19 aprilie 2010    | 6 iunie 2010       | 7                  |
| Statele Unite ale Americii · Statele Unite ale Americii | Serena Williams (23) & Venus Williams (24)   | 7 iunie 2010       | 1 august 2010      | 8                  |
| Statele Unite ale Americii                              | Liezel Huber                                 | 2 august 2010      | 31 octombrie 2010  | 13                 |
| Argentina                                               | Gisela Dulko (25)                            | 1 noiembrie 2010   | 27 februarie 2011  | 17                 |
| Argentina · Italia                                      | Gisela Dulko & Flavia Pennetta (26)          | 28 februarie 2011  | 17 aprilie 2011    | 7                  |
| Italia                                                  | Flavia Pennetta                              | 18 aprilie 2011    | 3 iulie 2011       | 11                 |
| Cehia · Slovenia                                        | Květa Peschke (27) & Katarina Srebotnik (28) | 4 iulie 2011       | 11 septembrie 2011 | 10                 |
| Statele Unite ale Americii                              | Liezel Huber                                 | 12 septembrie 2011 | 22 aprilie 2012    | 32                 |
| Statele Unite ale Americii · Statele Unite ale Americii | Lizel Huber & Lisa Raymond                   | 23 aprilie 2012    | 9 septembrie 2012  | 20                 |
| Italia                                                  | Sara Errani (29)                             | 10 septembrie 2012 | 14 octombrie 2012  | 5                  |
| Italia                                                  | Roberta Vinci (30)                           | 15 octombrie 2012  | 28 aprilie 2013    | 28                 |
| Italia · Italia                                         | Roberta Vinci & Sara Errani                  | 29 aprilie 2013    | 16 februarie 2014  | 42                 |
| Republica Populară Chineză                              | Peng Shuai (31)                              | 17 februarie 2014  | 11 mai 2014        | 12                 |
| Republica Populară Chineză · Taipeiul Chinez            | Peng Shuai & Hsieh Su-wei (32)               | 12 mai 2014        | 18 mai 2014        | 1                  |
| Republica Populară Chineză                              | Peng Shuai                                   | 19 mai 2014        | 8 iunie 2014       | 3                  |
| Republica Populară Chineză · Taipeiul Chinez            | Peng Shuai & Hsieh Su-wei                    | 9 iunie 2014       | 6 iulie 2014       | 4                  |
| Italia · Italia                                         | Roberta Vinci & Sara Errani                  | 7 iulie 2014       | 12 aprilie 2015    | 40                 |
| India                                                   | Sania Mirza (33)                             | 13 aprilie 2015    | 17 ianuarie 2016   | 40                 |
| India · Elveția                                         | Sania Mirza & Martina Hingis                 | 18 ianuarie 2016   | 21 august 2016     | 31                 |
| India                                                   | Sania Mirza                                  | 22 august 2016     | 8 ianuarie 2017    | 20                 |
| Statele Unite ale Americii                              | Bethanie Mattek-Sands (34)                   | 9 ianuarie 2017    | 20 august 2017     | 32                 |
| Cehia                                                   | Lucie Šafářová (35)                          | 21 august 2017     | 1 octombrie 2017   | 6                  |
| Elveția                                                 | Martina Hingis                               | 2 octombrie 2017   | 22 octombrie 2017  | 3                  |
| Elveția · Taipeiul Chinez                               | Martina Hingis & Chan Yung-jan (36)          | 23 octombrie 2017  | prezent            | 11                 |

Ultima actualizare: 1 ianuarie 2018